# Alstom Metropolis 98B
Alstom Metropolis 98B — электропоезд, производимый французской компанией Alstom и эксплуатирующийся в Варшавском метрополитене. В течение 2000—2002 и 2004—2005 годов на заводах производителя в Барселоне и Хожуве было построено 108 вагонов, и из них было составлено 18 шестивагонных составов.
7 апреля 1995 года открылся первый участок первой линии Варшавского метро. Первоначально её обслуживали 14 трёхвагонных российских поездов 81-717.3/714.3 и 81-572/573. В 1997 году в Варшаву прибыли ещё 18 вагонов, что позволило увеличить составы до четырёх вагонов, однако этого всё равно не хватало.
В 1996—1998 годах было проведено три конкурса на приобретение нового подвижного состава для Варшавского метро, в первых двух из которых никто не выиграл.
15 июля 1996 года был объявлен открытый тендер. 8 производителей представили свои предложения. 7 марта 1997 все они были отклонены.
26 мая 1997 года стартовал второй тендер. 16 января 1998 года, после анализа и отклонения 7 окончательных заявок, второй конкурс также был отменён
9 февраля 1998 года Варшавское метро объявило третий тендер на поставку 108 новых вагонов для обслуживания первой линии метро в Варшаве. 26 марта 1998 года были открыты заявки, присланные 9 компаниями: Adtranz, Раfawag, САF, Daewoo, DWA, Аlstom, Нyundai, Siemens и Škoda по ценам от 367 млн до 635 млн злотых. Критериями выбора, помимо цены, также были технические характеристики предлагаемого подвижного состава, отзывы компаний и доля отечественных производителей в поставке.
20 апреля 1998 г. было объявлено, что тендер выиграла компания Alstom. Компания Siemens подала апелляцию на решение тендерной комиссии администрации Варшавского метрополитена, которая была отклонена арбитражным судом Управления государственных закупок. 10 июня 1998 г. компания Alstom снова была объявлена победителем, а 22 июля 1998 г. с ней был подписан контракт. В контракте производитель гарантировал поставку поездов Metropolis 98B, адаптированных к польским требованиям.
Первые 4 поезда Alstom Metropolis 98B были изготовлены на заводе Alstom в Барселоне в 2000 г. Остальные 14 составов построены в Польше